# Peperomia persuculenta
Peperomia persuculenta är en pepparväxtart som beskrevs av Truman George Yuncker. Peperomia persuculenta ingår i släktet peperomior, och familjen pepparväxter. Inga underarter finns listade i Catalogue of Life.